# Willy de Hond
Willy de Hond (Eindhoven, 25 februari 1940 - Panningen, 8 november 1983) was een Nederlands profvoetballer die voor PSV en N.E.C. heeft gespeeld.
De Hond was reservedoelman bij PSV en speelde in die hoedanigheid enkele wedstrijden in de Eredivisie. Op zijn 21ste wordt hij, samen met zijn ploeggenoot Sjen Rensen, overgenomen door N.E.C. als opvolger van Theo Jansen.
De Hond was klein en dus kwetsbaar bij hoge ballen. Daardoor vielen veel tegendoelpunten uit hoekschoppen of na hoge voorzetten. Wel wist hij vele strafschoppen tegen te houden. In februari 1962 viel hij uit de basis, maar in de drie daaropvolgende seizoenen was hij weer de vaste keeper. In 1965 kregen Dick Wennink en reservedoelman Jo Sip de voorkeur, maar tegen het eind van de competitie stelde trainer Jan Remmers De Hond toch weer op. Hierna weigerde hij een nieuw contract te tekenen en eiste hij een hoger salaris.
Nadat N.E.C. niet op zijn eisen inging, besloot De Hond eersteklasser SV Panningen te gaan spelen. De KNVB vermoedde dat hij hiervoor betaald kreeg door de amateurclub en legde hem een speelverbod op voor het amateurvoetbal, maar in het seizoen 1967-1968 verdween de verdenking en kon De Hond er nog zeven seizoenen spelen. Inmiddels was hij met zijn gezin verhuisd naar Panningen.

## Statistieken
| Seizoen | Club   | Land      | Competitie       | Wed. | Goals |
| ------- | ------ | --------- | ---------------- | ---- | ----- |
| 1957/58 | PSV    | Nederland | Eredivisie       | 1    | 0     |
| 1958/59 | PSV    | Nederland | Eredivisie       | 5    | 0     |
| 1959/60 | PSV    | Nederland | Eredivisie       | 5    | 0     |
| 1960/61 | PSV    | Nederland | Eredivisie       | 2    | 0     |
| 1961/62 | N.E.C. | Nederland | Tweede divisie   | 15   | 0     |
| 1962/63 | N.E.C. | Nederland | Tweede divisie A | 29   | 0     |
| 1963/64 | N.E.C. | Nederland | Tweede divisie B | 29   | 0     |
| 1964/65 | N.E.C. | Nederland | Eerste divisie   | 30   | 0     |
| 1965/66 | N.E.C. | Nederland | Eerste divisie   | 3    | 0     |
| Totaal  | Totaal | Totaal    | Totaal           | 119  | 0     |